# Croacia en los Juegos Europeos de Minsk 2019
Croacia participó en los Juegos Europeos de Minsk 2019. Responsable del equipo nacional fue el Comité Olímpico Croata.

## Medallistas
El equipo de Croacia obtuvo las siguientes medallas:
| Nombre         | Deporte       | Competición            |
| -------------- | ------------- | ---------------------- |
| Oro            |               |                        |
| Ivan Kvesić    | Karate        | Kumite –84 kg M        |
| Lucija Babić   | Sambo         | –68 kg F               |
| Plata          |               |                        |
| Anđelo Kvesić  | Karate        | Kumite +84 kg M        |
| Bronce         |               |                        |
| Toni Filipi    | Boxeo         | Pesado (–91 kg) M      |
| Marko Milun    | Boxeo         | Superpesado (+91 kg) M |
| Barbara Matić  | Judo          | –70 kg F               |
| Tomislav Pucar | Tenis de mesa | Individual M           |
| Mario Vavro    | Tiro con arco | Compuesto individual M |